# České menšiny ve světě
Podle údaje Českého statistického úřadu žilo v roce 2011 na území České republiky přes 7,6 miliónu (70,6 %) občanů české, moravské a slezské národnosti (případně obyvatel, kteří udali současně českou a další národnost), 25,3 % při tom svou národnost neudalo. Dalších 2-2,5 milionů žije jinde ve světě. Do zahraničí Češi migrují z různých důvodů, v minulosti šlo především o emigraci náboženskou, poslední dobou je spíše láká zvýšení ekonomického a sociálního postavení.

## Historie české emigrace

### Náboženská emigrace
V počátcích české vystěhovalecké historie převládaly náboženské důvody.
První vlna emigrace proběhla po mandátu, kterým dal v roce 1548 král Ferdinand I. příslušníkům Jednoty bratrské na výběr, aby buďto konvertovali k utrakvismu, nebo se vystěhovali ze země. Druhá vlna náboženské emigrace následovala po porážce českého stavovského povstání na Bílé hoře, kdy se rodiny obávaly potrestání za účast v povstání. Mnohem masivnější emigrace následovala ve 20. letech 17. století při násilné rekatolizaci země – po vydání prvních protireformačních patentů. Kromě příslušníků šlechty a měšťanstva odcházely ze země tajně i rodiny poddaných evangelíků, které  daly přednost nejistému živobytí před změnou náboženství. V 50. letech 17. století po mírném opadnutí emigrační vlny a vestfálském míru se boj proti nekatolíkům opět vystupňoval a do ciziny odešlo mnoho dalších rodin. Exulanti odcházeli hlavně do Saska, Pruského Slezska a dalších protestantských zemí. Někteří uprchlíci se skrývali v Uhrách, kde protestantismus musel být tolerován. Pokračující rekatolizace (nejen za vlády Karla VI.) vedla k trvalému proudu emigraci tajných evangelíků, tento jev ustal až po vydání tolerančního patentu (1781).

### Sociální a ekonomická emigrace
V 19. století a na začátku 20. století se z českých zemí emigrovalo z ekonomických důvodů. Jednalo se především o obyvatele v produktivním věku (20-40 let), kteří se uplatňovali jako řemeslníci např. v USA. Dále se stěhovalo do Vídně, do dolních Uher, Německa, Ruska a na Balkán.
Významná byla první emigrační vlna v období Bachova absolutismu v 50. letech 19. století a také druhá vlna v 80. letech.
Příčinou emigrace byly špatné hospodářské a sociální podmínky. Na obyvatele také působila propagace a agitace pro emigraci. Jednalo se o organizovanou agitaci zámořských dopravních firem z Německa nebo samotných vystěhovalců. Rovněž se objevovaly výzvy ke kolonizaci v Uhrách a nalézaly ohlas u těch, kteří se obávali stěhování do zámoří. Jedním z projektů osidlování Uher byl plán přestěhování rolníků a řemeslníků z Čech do sedmihradské župy Brašov. Kolonizační projekt nedosáhl státní podpory, neboť se ministerstvo vnitra obávalo rozsáhlých vnitřních pohybů obyvatelstva. Do Uher směřovala nejchudší složka vystěhovalců, kteří neměli dostatek prostředků na cestu do Ameriky.
V roce 1858 byl vydán zákon o kolonizaci v Uhrách, Chorvatsku, Banátu a Sedmihradsku, který sjednocoval a právně normoval kolonizační pohyb. Zákon zvýhodňoval kolektivní kolonizaci před individuální, v kolektivu byli lidé osvobozeni na 6 let od gruntovní daně a na 16 let od ostatních daní a státních prací, kdežto individuální kolonisté byli osvobozeni jen od daní a na poloviční dobu.

### Politická emigrace

#### 1938–1939
Větší vlnu politické emigrace přinesl Mnichov 1938 a nacistická okupace 15. března 1939. Početnou vrstvu emigrantů představovali uprchlíci z rasových důvodů, tj. především Židé.
Po 15. březnu 1939 se čeští uprchlíci začali objevovat hlavně v Polsku, dále také utíkali přes Slovensko a Maďarsko do Jugoslávie. Značnou částí uprchlíků byli také komunisté, kteří z protektorátu odcházeli po dohodě s KSČ.

#### po roce 1948
Po komunistickém převratu v únoru 1948 byly jednou z forem reakce právě útěky do emigrace. Vrcholnou organizací čs. poúnorového exilu se roku 1949 stala Rada svobodného Československa (RSČ), jež tvořili uprchnuvší představitelé demokratických politických stran. RSČ zastávala principy obnovení demokracie, lidských práv a tržního hospodářství v ČSR.

#### po roce 1968
Čs. exil byl po srpnu 1968 vydatně posílen. Šlo o lidi pronásledované režimem, odborné kádry a reformně orientované komunistické činitele. Posrpnová emigrace na rozdíl od poúnorové nezaložila žádnou pevnou centrální exilovou organizaci.

## Země s významnou českou menšinou

### Spojené státy americké
České vystěhovalectví do USA představuje největší a nejvýznamnější emigrační proud. Do první světové války odešlo do USA zhruba 350 000 lidí z Čech a Moravy. Jednalo se především o ty, kteří měli na cestu a pro zakotvení v novém působišti dostatek finančních prostředků. Američtí Češi se postupně naturalizovali, tradice ze země původu se míchaly s novými zvyklostmi amerického kulturního a společenského života. Vytvářely se různé spolky a organizace. Momentálně žije v USA skoro 1,7 milionů obyvatel českého původu.

### Rumunsko (Banát)
Do Banátu, který byl dříve jako Česko součástí Habsburské monarchie, došlo k vlně stěhování přibližně mezi lety 1820 a 1850.  Z toho důvodu používají místní zastaralou češtinu a pro jevy vynalezené po jejich stěhování, používají srbská, maďarská nebo německá slova (např. srbské “kurent” pro proud). Prvními přistěhovalci byli čeští Němci. 
Po druhé světové válce naopak Československá vláda lákala rumunské Čechy a Češky zpět do původní vlasti - a to hlavně do Pohraničí prázdném po vyhnání sudetských Němců. Mezi navrátivšími byl i děd fotbalové hvězdy Pavla Nedvěda.

### Kanada
Největší příliv krajanů do Kanady nastal po roce 1920. Země měla v té době velmi liberální emigrační politiku. Krajané si vybírali především úrodné oblasti jižního Ontaria, jiní dávali přednost Albertě a Britské Kolumbii pro práci v dolech. Roku 1920 žilo v Kanadě přibližně 9 000 Čechů a Slováků. Za prací se stěhovaly celé rodiny, hlavně z Moravy a Slezska. Nyní v Kanadě žije skoro 95 000 českých krajanů.

### Izrael
První emigranti z ČSR odcházeli již ve 30. letech 20. století. Roku 1934 bylo v Tel Avivu založeno Sdružení Židů pocházejících z Československa, jehož hlavním cílem je všestranně uchovávat odkaz československých Židů. Velká vlna přistěhovalců přišla po vzniku státu Izrael, kdy se v letech 1948–1950 přistěhovalo na 19 000 Židů z ČSR.

### Slovensko
Češi představují na Slovensku třetí nejpočetnější menšinu. Při prvním sčítání v samotné ČSR roku 1921 žilo na území Slovenska 72 635 Čechů, při sčítání v roce 1930 to bylo 121 696 osob. Nárůst českého obyvatelstva v meziválečném období byl způsoben uzavíráním etnicky smíšených manželství a hlavně přistěhovalectvím z českých zemí při obsazování pracovních míst ve státní správě, zdravotnictví, školství, armádě, kultuře, na poštách a železnici. V roce 1937 žilo na Slovensku již 161 000 Čechů. V důsledku událostí spojených s pomnichovským vývojem a vznikem slovenského státu začal však počet obyvatel české národnosti rapidně klesat. Nyní je na Slovensku okolo 7 000 českých krajanů.

### Austrálie
Ve větším počtu se začali Češi stěhovat do Austrálie v meziválečném období, nejvíce se usazovali v Sydney. Nová a podstatně početnější vlna přistěhovalectví se pak objevila po srpnu 1968. Do Austrálie přicházeli čeští lékaři, inženýři, umělci, řemeslníci. Současný odhad Čechů v Austrálii se pohybuje mezi 27 000 až 35 000 osobami.

## Krajanské spolky
Ve světě je přes 300 tradičních krajanských spolků. Česká republika s krajany aktivně a systematicky spolupracuje. Ročně jim Ministerstvo zahraničních věcí v rámci speciálního programu posílá 21 milionů Kč.

### Češi ve světě - oslavy Dne české státnosti 2012
Projekt “Češi ve světě - oslavy Dne české státnosti 2012” byl soubor akcí a událostí,které proběhly na různých místech v Praze v období 24.-30. září 2012.
Jednalo se o program koordinovaný Ministerstvem zahraničních věcí ČR, jehož hlavním cílem bylo přiblížit příběhy Čechů ve světě v kontextu témat spojených s českou státností a národní identitou a prohloubit tak vazby mezi Čechy žijícími v České republice a Čechy žijícími ve světě.

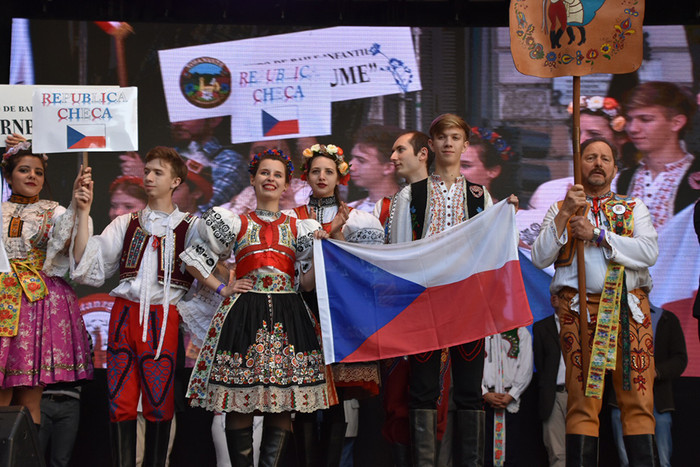